# Xylopia longifolia
Xylopia longifolia là một loài thực vật thuộc họ Annonaceae. Đây là loài đặc hữu của Panama. Chúng hiện đang bị đe dọa vì mất môi trường sống.